# Бісі

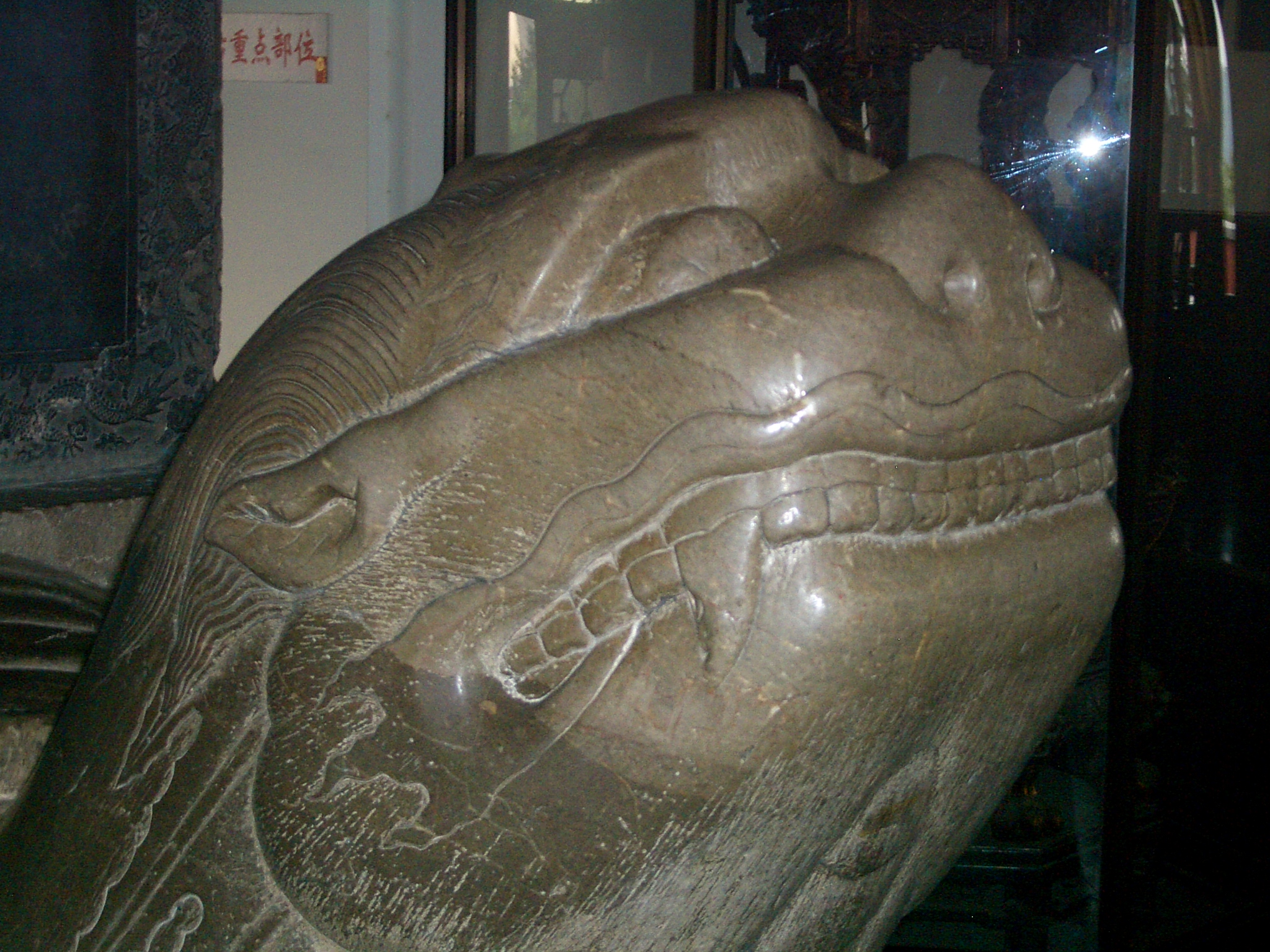
Голова вухатої черепахи-бісі в Барабанній Вежі Нанкіна

Бісі (кит.: 贔屭) — суміш китайського дракона з китайською черепахою, один з «Дев'яти синів дракона» (龙生九子) у китайській міфології.
Повадки бісі традиційно змальовуються як «бісі люблять носити вантажі» (赑屃喜负重, bixi xi fu zhong), й тому в китайській архітектурі вони зазвичай з'являються у вигляді велетенської вухатої, зубастої та/або волохатої черепахи, яка несе на своїй спині стелу з важливим текстом. У різних варіантах такі черепахи зустрічаються як у Китаї, так і в сусідніх державах: В'єтнамі, Кореї, Монголії, та навіть в Росії (дві черепахи з Уссурійська в Приморському краї).

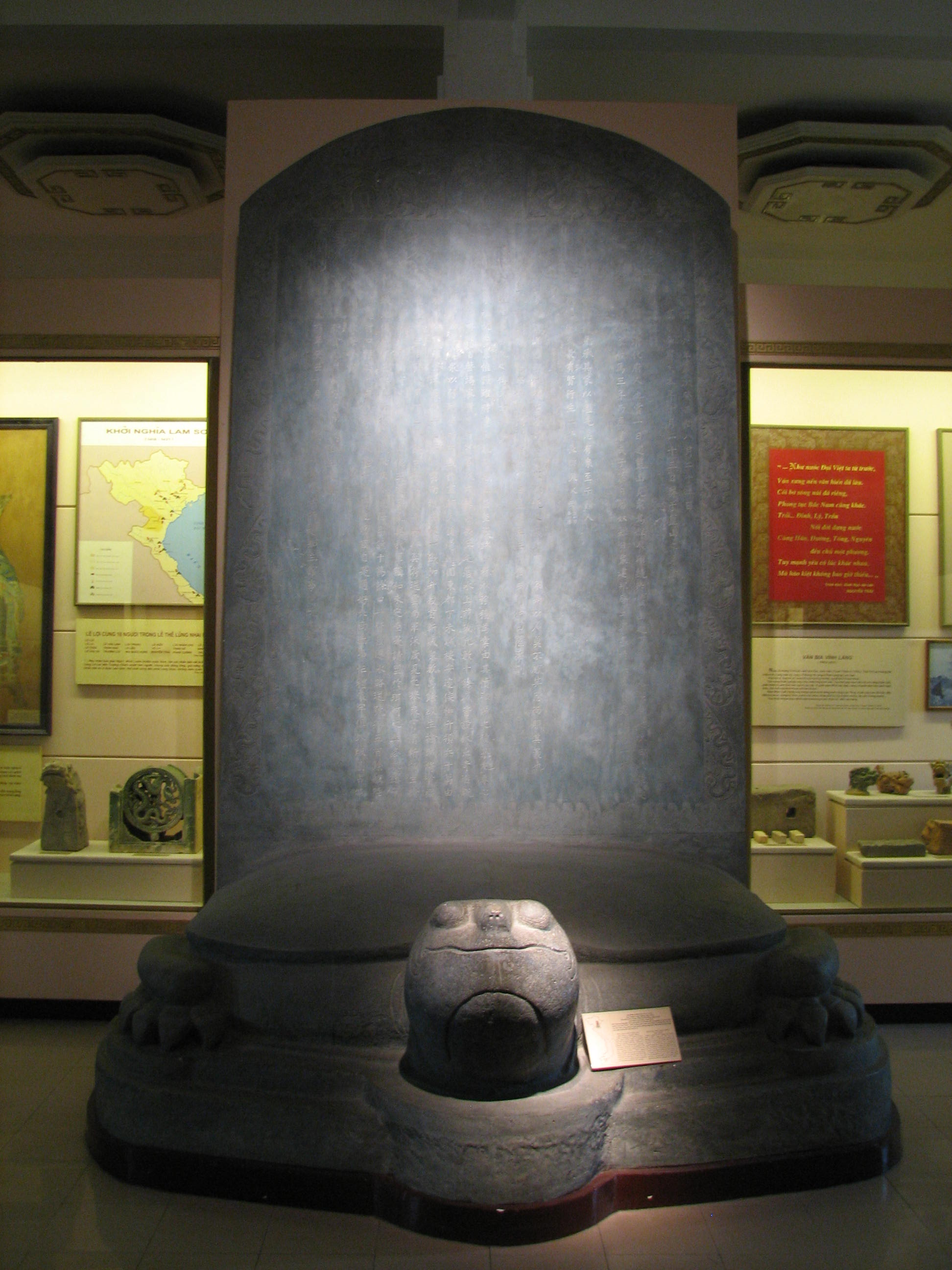
Черепаха зі стелою на честь в’єтнамського імператора Ле Лоя
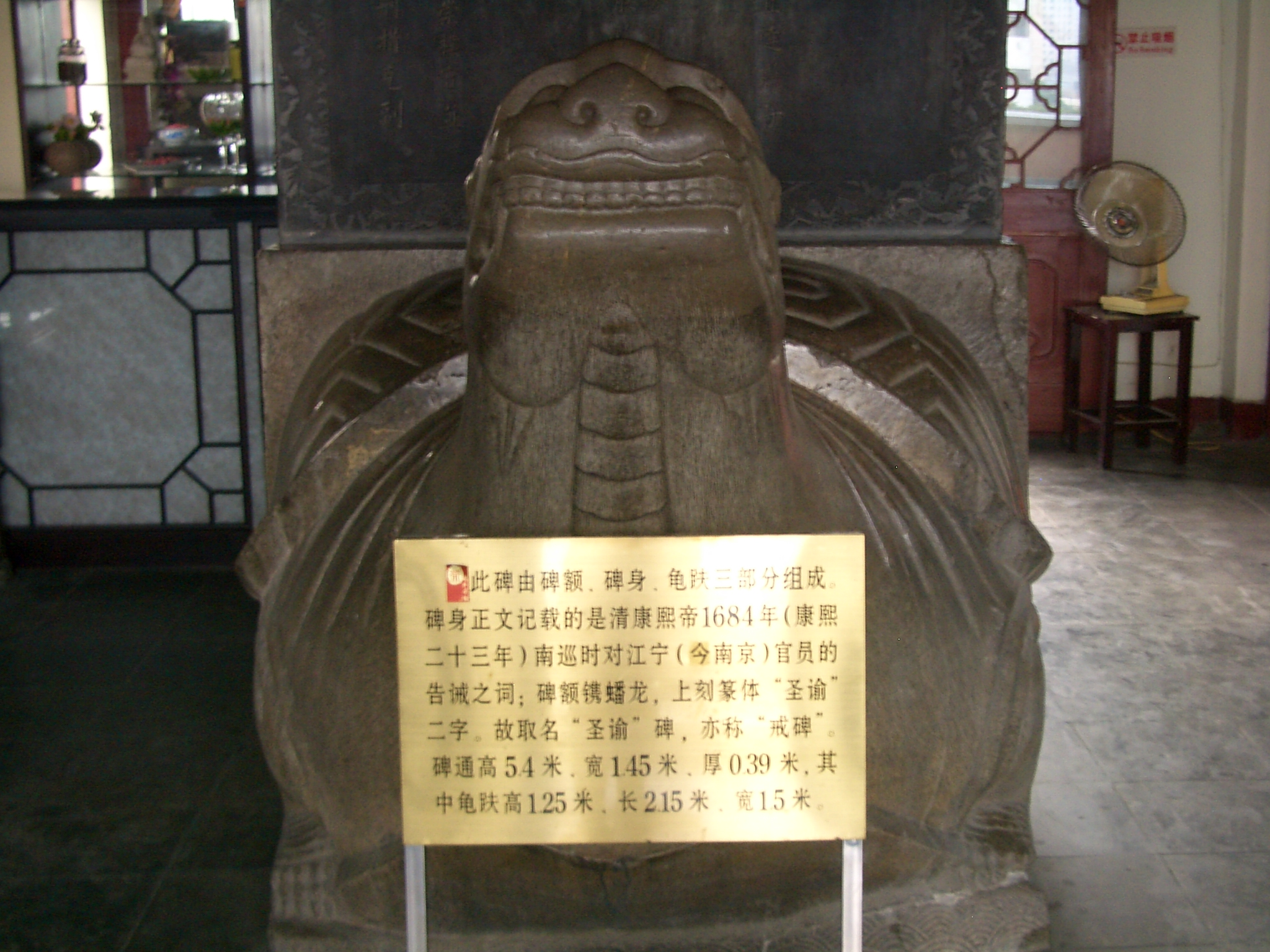
Бісі зі стелою на честь відвідання Нанкіна цінським імператором Кансі
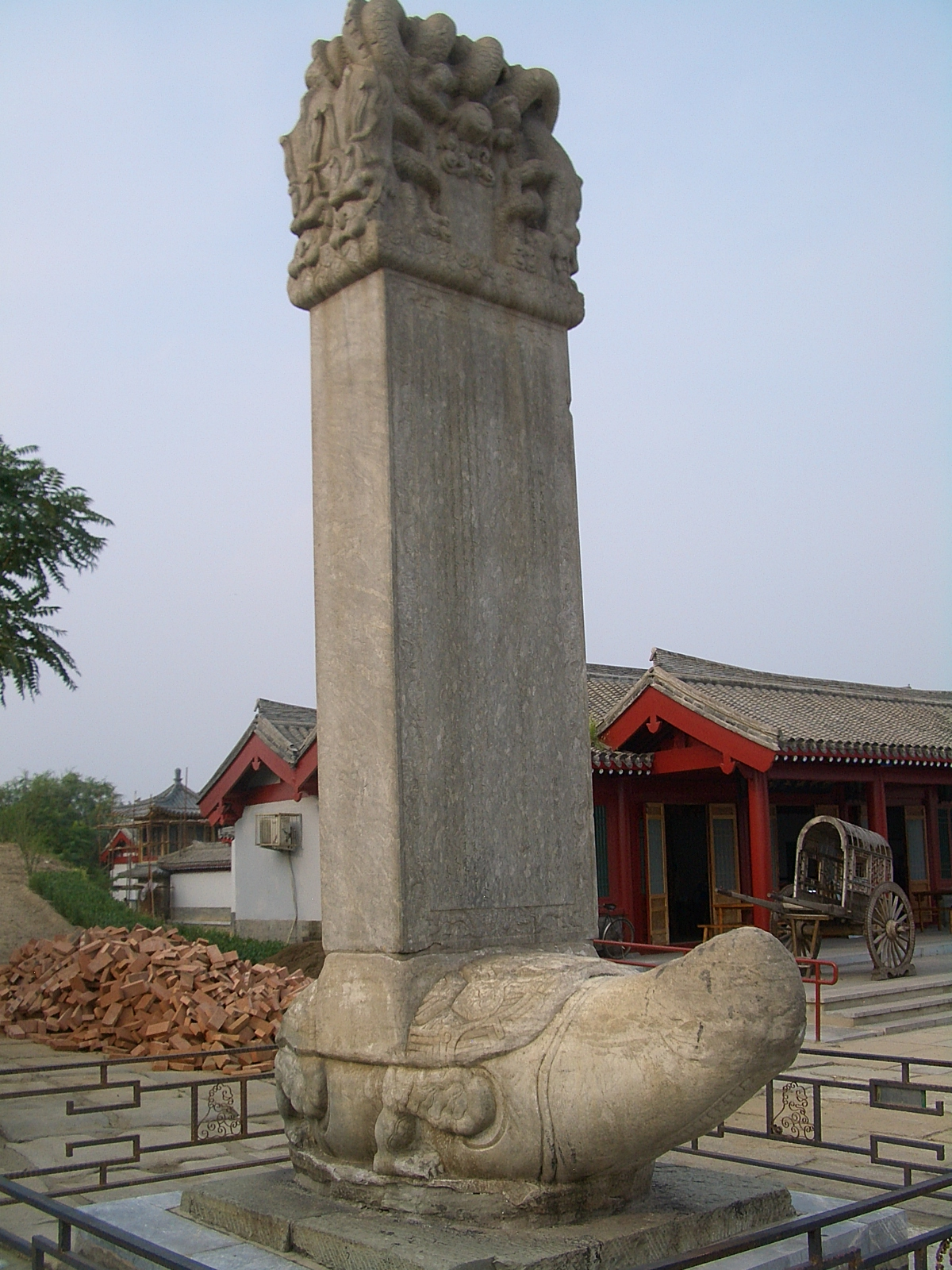
Бісі зі стелою на честь перебудови Мосту Марко Поло цінським імператором Кансі
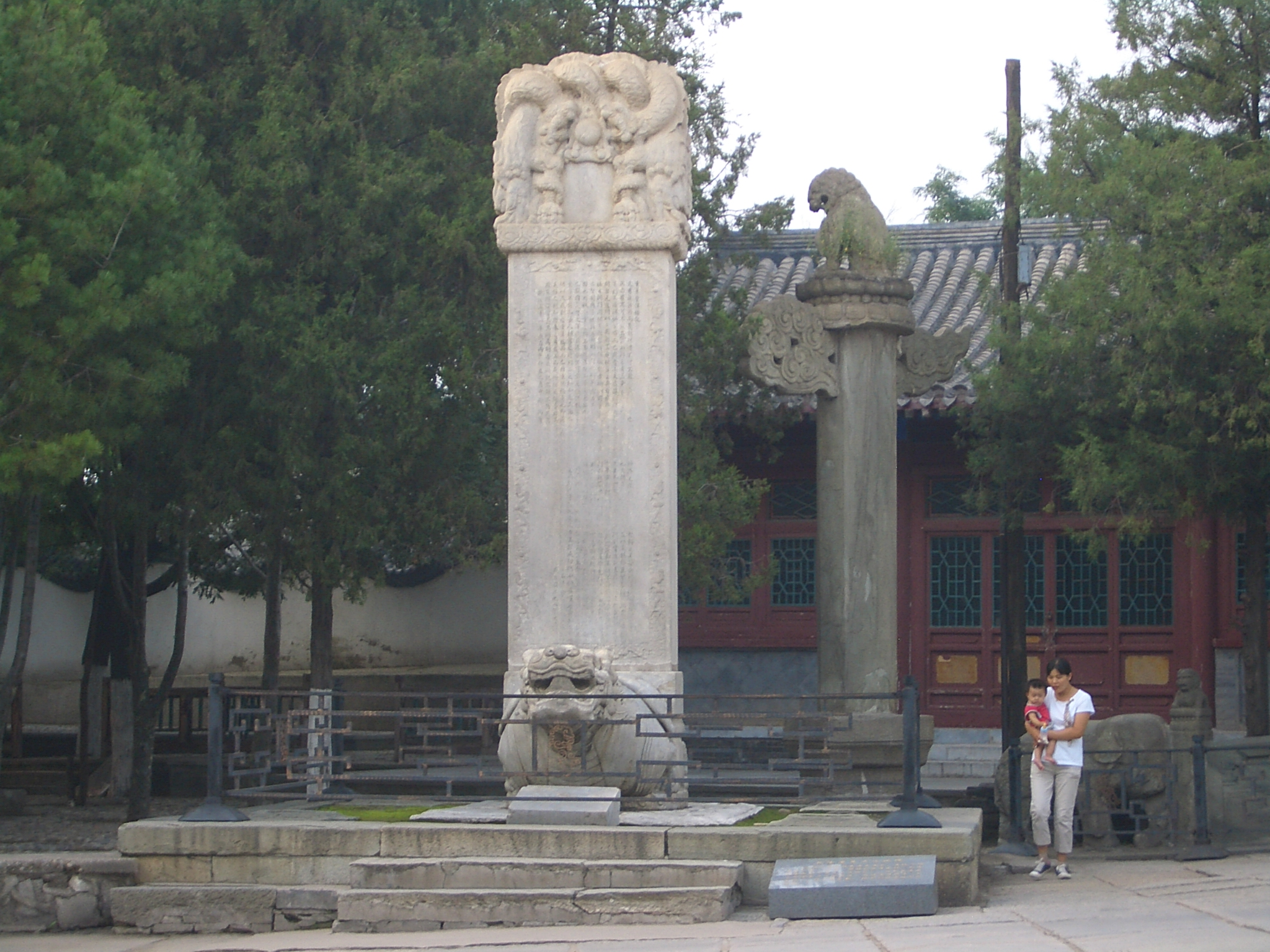
Бісі зі стелою на честь перебудови того ж мосту цінським імператором Цяньлуном